# رينيه ميلينديز بلازا
رينيه ميلينديز بلازا (بالإسبانية: René Meléndez Plaza) هو لاعب كرة قدم تشيلي في مركزي الدفاع والوسط، ولد في 19 نوفمبر 1998 في سان أنطونيو (تشيلي) في تشيلي. لعب مع أوداكس إيتاليانو.

## وصلات خارجية
- رينيه ميلينديز بلازا على موقع قاعدة بيانات كرة القدم.إي يو (الإنجليزية)
- رينيه ميلينديز بلازا على موقع Soccerway.com (الإنجليزية)
- رينيه ميلينديز بلازا على موقع AS.com (الإسبانية)